# Charlize Theron
Charlize Theron, južnoafriška filmska igralka in fotomodel, * 7. avgust 1975, Benoni, Republika Južna Afrika.

## Življenjepis
Charlize Theron se je rodila leta 1975 v Južni Afriki. Odraščala je na farmi v Benoniju (blizu Johannesburga). Njen oče, Charles Theron, po katerem je dobila ime, je bil lastnik gradbnega podjetja. Mati Gerda je nemškega rodu, zato je Charlize pred kratkim vložila prošnjo za pridobitev državljanstva, vendar so jo zavrnili, ker nihče od njenih sorodnikov ne živi več v Nemčiji. Pri petajstih letih je bila priča očetovi smrti, ki ga je njena mati Gerda v samoobrambi ustrelila, ko je nekega večera prišel domov pijan in jo napadel.
Pri šestnajstih letih je zmagala na lokalnem tekmovanju modelov, in dobila enoletno pogodbo, zato jo je mati poslala v Milano. Po izteku pogodbe je ostala v New Yorku, kjer je obiskovala baletno šolo. Pri osemnajstih ji je poškodba kolena preprečila nadaljevanje baletne kariere zato jo je mati poslala v Hollywood, da bi postala igralka.
Po samo osmih mesecih je dobila svojo prvo vlogo v grozljivki Otroci koruze 3, kjer pa še ni imela besedila. Preboj ji je uspel v drugi polovici devetdesetih let 20. stoletja z vlogami v uspešnicah Hudičev odvetnik (1997), Hišni red (1999) in Rop stoletja (2000). K večji prepoznavnosti je nedvomno pripomogel tudi Playboy, katerega naslovnico je krasila maja 1999. V tem času je imela tudi daljše razmerje s pevcem skupine Third Eye Blind Stephanom Jenkinsom, ki jo je leta 2001 po treh letih in pol zapustil, saj se, kljub njenemu vztrajanju, ni hotel poročiti. Med letoma 2002-2010 je bil njen partner Stuart Townsend, ki ga je spoznala leta 2002 med snemanjm filma V pasti.
Mnogi menijo, da je naredila veliko napako, ko je zavrnila glavno vlogo v uspešnici Pearl Harbor in raje znova zaigrala ob Keanu Reevesu v romanci Sladki november. Veliki met ji je uspel s filmom Pošast, v katerem je upodobila serijsko morilko Aileen Wuornos in za to vlogo kot prva Južnoafričanka leta 2004 prejela oskarja za najboljšo glavno igralko. Nelson Mandela jo je kot častno gostjo povabil na večerjo in se ji zahvalil, »da je Južno Afriko postavila na zemljevid sveta.«
Simbolično jo je Hollywood sprejel med zvezde, ko je 30. septembra 2005 dobila svojo zvezdo na slovitem Walk of fame.
Sledila sta znanstveno-fantastični film Aeon Flux, med snemanjem katerega si je poškodovala vrat; in drama North Country v kateri si je kot rudarka, ki doživi spolno nadlegovanje na delovnem mestu, leta 2006 prislužila drugo nominacijo za oskarja.

## Filmografija
- Otroci koruze 3 (Children of the Corn III) (1995)
- 2 Days in the Valley (1996)
- Vse kar si želiš! (That Thig You Do!)) (1996)
- Hollywood zaupno (Hollywood Confidential) (1997) (TV film)
- Zmeda na sodišču (Trial and Error) (1997)
- Hudičev odvetnik (The Devil's Advocate) (1997)
- Zvezdniki (Celebrity) (1998)
- Mogočni Joe Young (Mighty Joe Young) (1998)
- Astronavtova žena (The Astronaut's Wife) (1999)
- Hišni red (The Cider House Rules) (1999)
- Rop stoletja (Reindeer Games) (2000)
- V imenu pravice (The Yards) (2000)
- Možje časti (Men of Honor) (2000)
- Legenda o Baggerju Vanceu (The Legend of Bagger Vance) (2000)
- Sladkin november (Sweet November) (2001)
- 15 minut slave (15 Minutes) (2001)
- Škorpijonovo prekletstvo (The Curse of Jade Scorpion) (2001)
- V pasti (Trapped) (2002)
- Skrivna afera (Walking up in Reno) (2002)
- Italijanska misija (The Italien Job) (2003)
- Pošast (Monster) (2003)
- The Life and Death of Peter Sellers (2004) (TV film)
- Head in the Clouds (2004)
- North Country (2005)
- Aeon Flux (Æon Flux) (2005)
- The Ice at the Bottom of the World (2006)
- The Brazilian Job (2006)
- Jinx (2007)
- V dolini smrti (In the Valley of Elah) (2007)
- Hancock (2008)
- The Burning Plain (2009)
- Cesta (The Road) (2009)

## pomembne nagrade in nominacije

### 2004
- oskar - glavna igralka - Pošast (Monster)
- zlati globus - glavna igralka v drami - Pošast (Monster)
- srebrni berlinski medved - igralka - Pošast (Monster)

### 2005
- nominacija za emmyja - stranska igralka v TV filmu/mini-seriji - The Life and Death of Peter Sellers
- nominacija za zlati globus - stranska igralka v TV filmu/mini-seriji - The Life and Death of Peter Sellers
- nominacija za BAFTO - glavna igralka - Pošast (Monster)

### 2006
- nominacija za oskarja - glavna igralka - North Country
- nominacija za zlati globus - glavna igralka v drami - North Country
- nominacija za BAFTO - glavna igralka - North Country